# Tom Prodi
Tom Prodi (* 19. September 1993 in Overijse) ist ein belgischer Eishockeytorwart, der seit 2013 bei den Bulldogs de Liège unter Vertrag steht und seit 2015 in der belgisch-niederländischen BeNe League spielt.

## Karriere

### Clubs
Tom Prodi begann seine Karriere beim IHC Leuven, für deren Reserveteam er in der zweiten belgischen Liga spielte. Als 19-Jähriger wechselte er nach Nordamerika, wo er für Lake George Fighting Spirit in der NSHL das Tor hütete. 2013 kehrte er nach Belgien zurück und spielt seither für die Bulldogs de Liège. War er mit dem Team zunächst in der Ehrendivision aktiv, so spielt er seit 2015 in der neugegründeten belgisch-niederländischen BeNe League. 2014 konnte er mit den Bulldoggen den belgischen Meistertitel erringen und auch den Pokalwettbewerb gewinnen. 2018 gelang ihm mit dem Klub der erneute Pokalsieg.

### International
Prodi gehörte erstmals bei der Weltmeisterschaft 2016 in der Division II zum Kader der belgischen Eishockeynationalmannschaft und erreichte hinter dem Niederländer Sjoerd Idzenga und dem Spanier Ander Alcaine die drittbeste Fangquote des Turniers.

## Erfolge und Auszeichnungen
- 2014 Belgischer Meister und Pokalsieger mit den Bulldogs de Liège
- 2018 Belgischer Pokalsieger mit den Bulldogs de Liège